# Charles P. Murphy
Charles P. Murphy (* 13. Januar 1882 in Leadville, Colorado; † 25. Dezember 1953 in Spicer, Colorado) war ein US-amerikanischer Politiker. Im Jahr 1950 war er Vizegouverneur des Bundesstaates Colorado.

## Werdegang
Über die Jugend und Schulausbildung von Charles Murphy ist nichts überliefert. Auch über seinen beruflichen Werdegang jenseits der Politik gibt es keine Informationen. Er schloss sich der Republikanischen Partei an und wurde im Jahr 1928 in das Repräsentantenhaus von Colorado gewählt. Zwischen 1936 und 1950 saß er im Staatssenat.
Als Gouverneur William Lee Knous am 15. April 1950 zurücktrat, um eine Richterstelle zu übernehmen, musste sein Vizegouverneur Walter Walford Johnson das Amt des Gouverneurs übernehmen. Dadurch wurde wiederum dessen Posten frei. In dieses Amt wurde nun Charles Murphy gewählt, der es bis zum Ende der Amtszeit ausübte. Nach dem Ende seiner Zeit als Vizegouverneur trat er politisch nicht mehr in Erscheinung. Er starb am 25. Dezember 1953 in der Ortschaft Spicer im Jackson County.